# مارك كروفورد
مارك كروفورد (بالإنجليزية: Marc Crawford) (و. 1961  م) هو لاعب هوكي الجليد كندي، ولد في بيلفي، أونتاريو، مركز لعبه هو جناح أيسر ‏.

## جوائز
حصل على جوائز منها:
- جائزة المنافسة العامة [الإنجليزية]‏ (1946)
- قائد الفنون والآداب

## روابط خارجية
- مارك كروفورد على موقع دوري الهوكي الوطني (الإنجليزية)
- مارك كروفورد على موقع قاعة مشاهير الهوكي (لاعب أن.إتش.أل) (الإنجليزية)
- مارك كروفورد على موقع EliteProspects.com (الإنجليزية)
- مارك كروفورد على موقع HockeyDB.com (الإنجليزية)
- مارك كروفورد على موقع Hockey-Reference.com (الإنجليزية)
- مارك كروفورد على موقع أوليمبيديا (الإنجليزية)